# Drosophila mesophragmatica
Drosophila mesophragmatica este o specie de muște din genul Drosophila, familia Drosophilidae, descrisă de Oswald Duda în anul 1927. Conform Catalogue of Life specia Drosophila mesophragmatica nu are subspecii cunoscute.